# 极地双子星
孿生卡度（Cocteau Twins）是一個苏格兰乐队。
极地双子星基本上是个三人乐队。1981由吉它手罗宾·格思里、威尔·赫吉和主唱伊丽莎白·弗雷泽组成。 Robin和Wil在酒吧結識了正在跳舞的Liz，把她招收为乐队成员。 1983年，推出Peppermint Pig單曲後，Will Heggie离开了乐队，另組LOWLIFE。之後孿生卡度曾一度維持2人組型態推出作品。
1984年，當參與THIS MORTAL COIL音樂的製作，認識贝斯手西蒙·雷蒙德。加入後，陸續推出單曲《The spangle maker》和知名的專輯《Treasure》。一直到1997年，在籌備第9張專輯時，乐队突然宣布解散。這當中只有1986年的《Victorialand》專輯，Raymonde因為參與THIS MORTAL COIL第二張專輯的製作而缺席。而《Victorialand》專輯剛推出時為了音效，LP唱片是45轉速，不像一般專輯為33又1/3轉速。
他們的團名，來自另一個蘇格蘭樂團：SIMPLE MINDS的前身JOHNNY and the SELF-ABUSERS的一首歌"The Cocteau Twins"（這首歌後來改名"No Cure"，收在SIMPLE MINDS首張專輯《Life in a Day》）。
華語流行歌手王菲非常欣賞此團，從她1994年的專輯《胡思亂想》、96年的《浮躁》到97年的《王菲》都找得到孿生卡度的曲子─
《胡思亂想》專輯翻唱2首孿生卡度1993年專輯《Four-Calender Cafe》裏的歌，分別為<Know Who You Are At Every Age>（中文版為《知己知彼》）及<Bluebeard>（中文版為《胡思亂想》）；
《浮躁》專輯更找此團量身訂做2首新歌《分裂》(後來孿生卡度的版本為<Tranquil Eye>)及《掃興》(後來孿生卡度的版本為<Touch upon touch>）；
《王菲》97同名專輯中，歌曲《懷念》翻唱1996年專輯《Milk&Kisses》裏的<Rilkean heart>，另一首為王菲譜寫的歌曲《娛樂場》則沒有孿生卡度自己的版本。
王菲和孿生卡度的因緣，讓此團1996年專輯《Milk&Kisses》亞洲版的其中1首歌<Serpentskirt>特別加錄她的合音，因與王菲的密切合作，此團也逐漸被亞洲人熟知。